# Anita Mulenga
Anita Mulenga (* 3. Mai 1995) ist eine sambische Fußballspielerin.

## Karriere

### Klub
Sie spielt derzeit für die Green Buffaloes.

### Nationalmannschaft
Mit der sambischen A-Nationalmannschaft nahm sie an der Afrikameisterschaft 2014 teil.
Danach war sie Teil des Kaders beim Olympiaturnier der Spiele 2020 und stand hier beim ersten Gruppenspiel gegen die Niederlande in der Startelf. In der 72. Minute wurde sie dann für Agness Musase ausgewechselt. Dies verblieb aber auch ihr einziger Einsatz bei diesem Turnier.
Folgend bekam sie beim Afrika-Cup 2022 noch einen Kurzeinsatz im letzten Gruppenspiel sowie eine Platzierung in der Startelf beim Spiel um Platz drei.